# 卡龍吉縣

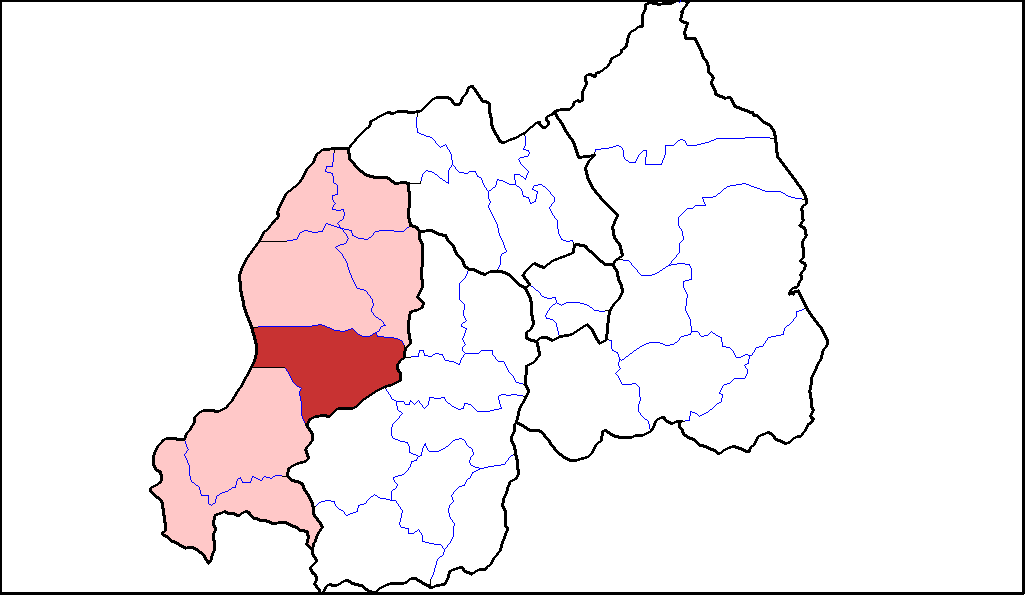

卡龍吉縣，是盧旺達的縣份，位於該國西部，由西部省負責管轄，首府設於魯本蓋拉，面積993平方公里，2012年人口331,808，人口密度每平方公里330人。